# Powercore
Powercore je osmi i posljednji studijski album hrvatskog dance sastava Electro team. Album je objavljen sredinom 2010. godine, a objavila ga je diskografska kuća Hit Records.

## Popis pjesama
Tekstovi i glazba: Adonis Čulibrk. 
| 1.    | »Prazan stan«                                  | 3:28 |
| 2.    | »Soba 202«                                     | 3:54 |
| 3.    | »Nisam za ljubav rođena«                       | 3:47 |
| 4.    | »Moje nevjerno«                                | 3:23 |
| 5.    | »Zbogom mala«                                  | 3:51 |
| 6.    | »Varat ću te«                                  | 3:49 |
| 7.    | »Za bivše ljubavi«                             | 3:50 |
| 8.    | »Ti nisi normalan«                             | 4:15 |
| 9.    | »Upomoć«                                       | 3:42 |
| 10.   | »Svirajte mi tužne«                            | 4:16 |
| 11.   | »Prazan stan (Dj Pucko Beach Remix)«           | 5:01 |
| 12.   | »Soba 202 (Dj Pucko Extended Mix)«             | 5:21 |
| 13.   | »Nisam za ljubav rođena (Dj Pucko Club Remix)« | 4:50 |
| 14.   | »Prazan stan (Oberkreiner Remix)«              | 3:31 |
| 57:24 |                                                |      |

## Zasluge
Electro team
- Katarina Rautek — vokali
- Adonis Čulibrk — tekst, produciranje, miksanje, aranžiranje, prateći vokali

Dodatni glazbenici
- DJ Pucko — remiks (pjesama 11, 12, 13)
- Oberkreiner — remiks (pjesme 14)